# Jón Magnússon

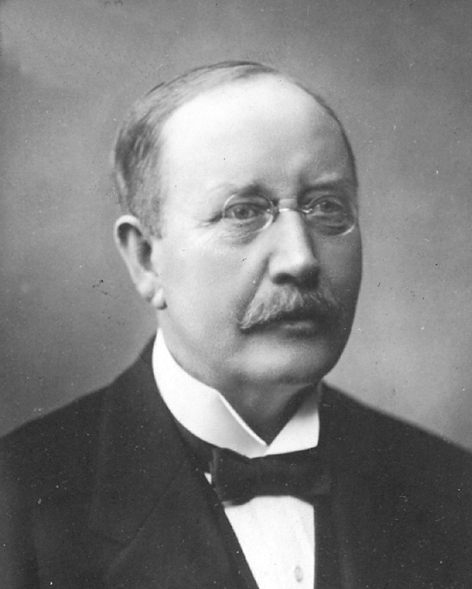
Jón Magnússon

Jón Magnússon (* 16. Januar 1859 in Múli, Aðaldalur; † 23. Juni 1926 in Nes, Norðfjörður) war ein isländischer Politiker, sowie zweifacher Justiz- und Premierminister Islands.

## Leben
Jón war der erste Premierminister eines unabhängigen Staates Island, das sich mit dem Vertrag vom 1. Dezember 1918 von Dänemark loslöste, aber einem gemeinsamen König (Christian X.) unterstellt war.
Mit seiner ersten Amtsperiode, die vom 4. Januar 1917 bis zum 7. März 1922 dauerte, löste er den letzten Premierminister, der das Amt vollständig in der Zeit der Selbstverwaltung geführt hatte, Einar Arnórsson, ab und wurde zusätzlich Justizminister. Er führte beide Ämter als Mitglied der Partei Heimastjórnarflokkurinn (Selbstverwaltungspartei), bis er von Sigurður Eggerz abgelöst wurde. Mitglieder der Selbstverwaltungspartei gründeten 1923 mit der Fraktion der damaligen ersten Unabhängigkeitspartei (Sjálfstæðisflokkurinn) die Partei Borgaraflokkurinn (Bürgerpartei); aus der Mehrheit der Bürgerpartei ging 1924 die Konservative Partei Íhaldsflokkurinn hervor, während eine Minderheit die von 1926 bis 1929 bestehende erste Liberale Partei Islands gründete. 1929 fusionierten die Konservative Partei und die Liberale Partei zur heutigen Unabhängigkeitspartei.
Seine zweite Amtszeit als Premier und Justizminister hatte Jón als Sigurður Eggerz’ Nachfolger zwischen dem 22. März 1924 und dem 23. Juni 1926 als Mitglied der Konservativen Partei. Ihm folgte in beiden Ämtern Magnús Guðmundsson.
Jón war mit Þóra Jónsdóttir verheiratet.